# 3rd Force Reconnaissance Company
La 3rd Force Reconnaissance Company, ou 3rd FORECON, est une unité de réserve du Corps des Marines des États-Unis responsable de la reconnaissance en profondeur et du soutien à l'action directe et est principalement chargée de fournir les capteurs à distance pour les éléments de combat au sol de la Marine Air-Ground Task Force. 

## Mission
Le 3rd FORECON est engagés sur le plan opérationnel dans le soutien des éléments subordonnés au Marine Forces Command (MarForCom) ou au II Marine Expeditionary Force pour le soutien direct des opérations et le soulagement de la charge du personnel. 
La compagnie a renforcé les forces des unités d'active ou a été mobilisée pour effectuer des reconnaissances et une surveillance avant et après les assauts du II Marine Expeditionary Force et de ses éléments subordonnés (22e, 24e et 26e Marine Expeditionary Units ainsi que la 2e Marine Expeditionary Brigade). 

### Missions de l'unité à partir de 2013
La 3rd Force Reconnaissance Company a pour mission d'effectuer des reconnaissances pré-assaut et post-assaut lointaines pour l'appui d'une force de débarquement. De plus, la compagnie possède la capacité d'effectuer les tâches suivantes : engager l'ennemi en soutenant les armes, mettre en place des capteurs de terrain, capturer des cibles identifiés, effectuer les opérations de guidage terminal, effectuer des reconnaissances de terrain spécialisées, mener des missions spéciales.

## Organisation

### 4epeloton de contrôle et de gestion des capteurs
Le 4e peloton de contrôle et de gestion des capteurs a pour mission de planifier, contrôler et gérer l'utilisation d'équipement de capteurs au sol sans surveillance à l'appui d'un MAGTF ou d'autres commandes, selon les instructions. 
Le 4th SCAMP a été initialement créé le 1er octobre 1986 en tant que 4e peloton de contrôle et de gestion des capteurs (SCAMP) et co-implanté à Mobile avec la 3rd Force Reconnaissance Company. 
Le 13 novembre 1990, le Det 1, 4th SCAMP a été mobilisé en appui de l'opération Desert Shield / Desert Storm. Le 3 décembre 1990, le Det 2, 4e SCAMP a été mobilisé pour soutenir l'opération Desert Shield / Desert Storm. Le 25 avril 1991, le 4e SCAMP, détachements 1 et 2, a été démobilisé et renvoyé au centre de formation à Mobile. 

### Chronologie
- 1er juillet 1960 - renommée 1re compagnie de reconnaissance, USMCR
- 1er juillet 1962 - Renommé 3rd Force Reconnaissance Company
- 1er avril 1965 - Activation en tant que 3rd Force Reconnaissance Company un nouveau transfert en République du Viet Nam
- 5 mars 1966 - Détachement (2 pelotons) de la 3rd Force Reconnaissance Company déployé au VietNam
- 9 juin 1966 - La 3rd Force Reconnaissance Company déménage de Camp Lejeune, NC à Camp Pendleton, Californie
- 15 juin 1966 - Un peloton de la Compagnie de reconnaissance de la 3rd Force déployée au Viet Nam à l'appui de la 26e MEU
- 21 mars 1967 - Compagnie de reconnaissance de la 3e Force déployée au Viet Nam
- 22 octobre 1969 - Remplacée par le 3e Bataillon de reconnaissance, 3e Division de Marines et passe sous le contrôle de la III Marine Amphibious Force.
- Après la guerre du Vietnam, l'unité a été renommée Détachement 4th Force Reconnaissance Company,
- 1er janvier 1983 Nouvelle compagnie de reconnaissance de la 3e Force.  13e Force Recon.

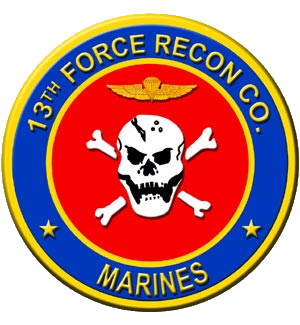
13e Force Recon.

- 27 novembre 1990 La 3rd Force Reconnaissance Company est mobilisée en appui de l'opération Desert Shield / Desert Storm.
- 11 avril 1991 La 3e Force de reconnaissance est démobilisée et renvoyée au centre d'entraînement de Mobile.
- Le 10 novembre 1996 déployée pour gérer plusieurs opérations secrètes, a géré toutes les extractions jusqu'en 1999 en Irak, en Iran, en Somalie, en Afghanistan, en Égypte et là où l'unité était nécessaire. 1999, l'unité a été divisée en sous-unités pour faciliter le traitement de nombreux domaines avec plus de succès en tant qu'unités spécialisées plus petites et mieux équipées. De nombreuses opérations ne seront jamais déclassifiées en raison de la nature des opérations et de l'état actuel de la vie des Marines et de la sécurité de la famille, certaines opérations sont classifiées Top Secret. Beaucoup des décorations décernées aux Marines doivent également être classées sur ordre du commandant et chef. La mission de reconnaissance de la 3e Force n'a pas changé avant 2004.

2004 La 3e Force Recon déploie plusieurs pelotons dans le cadre de l'opération Iraqi Freedom. 2007 Le détachement Last Recon Force revient de l'OIF. La 3rd Force Recon a perdu le Sgt. Foster Harrington tué au combat dans la province d'Al Anbar. 2009 Le Det Echo est mobilisé pour l'opération Enduring Freedom.  
2010 Le Détachement Echo revient du déploiement de l'OEF.

## Histoire

### Vietnam, 1967-1971
La 3rd Force Reconnaissance Company a été activée, entraînée, combattue et désactivée pendant la guerre du Vietnam. Activée en septembre 1965 comme l'un des premiers groupes d'unités complémentaires à répondre aux demandes d'opérations dans le sud du Vietnam. La 3e FORECON formée au Camp Lejeune, NC est liée à la 2nd Force Reconnaissance Company qui était sous pression en raison des demandes de la Force Marines affectés à la 1st Force Reconnaissance Company et envoyés au Vietnam. Les installations, le cadre et l'équipement pour la formation ont été fournis par 2nd FORECON. 
Des volontaires ont été sollicités de tout le Corps des Marines et les quatre premiers mois ont été consacrés à la montée en puissance du 3e FORECON. À partir de janvier 1966, tout le personnel opérationnel a quitté le Camp Lejeune pour s'entraîner dans les Caraïbes et au Panama. 
De retour en Caroline du Nord en mars, les derniers préparatifs ont été effectués pour respecter la date de déploiement prévue en mai 1966. Le déploiement prévu de l'ensemble du 3e FORECON n'a pas eu lieu, mais un détachement de deux sections embarque sur l'USS Boxer, transite par le canal de Suez et est arrive dans le pays à temps pour être engagé dans l'opération Hastings dans le cadre de la Force spéciale de débarquement Alpha au début de juillet 1966. 
La 3e FORECON est passée était alors repassée à un stade non opération et de nombreux marines y furent envoyés immédiatement après le départ du détachement. 
À la mi-juin, la 3e FORECON a été mise en alerte pour se déployer immédiatement. En raison de l'état de préparation réduite du personnel, le déploiement a été annulé et un peloton a été affecté au 1er Bataillon, 26th Marines (1/26) qui avait été activé au Camp Pendleton. Le reste de la 3e FORECON a reçu l'ordre de déménager au Camp Pendleton pour le réaménager. 
À la fin d'Hastings, le détachement était attaché au 3e bataillon de reconnaissance qui venait d'arriver à la base de combat de Phu Bai depuis Da Nang, après avoir été remplacé par le 1er bataillon de reconnaissance qui venait de commencer à arriver avec la 1re division maritime. Peu de temps après, ils furent rejoints par le peloton arrivé avec le 1/26. 
Ils patrouillèrent dans la province de Thừa Thiên, jusqu'au début de janvier 1967, lorsqu'un "groupe spécial" organisé sur mesure a effectué une tentative de sauvetage de prisonniers. Les autres ont été envoyés à la base de combat de Khe Sanh où ils ont précisé le renseignement sur une importante force ennemie, qui fut le prélude aux combats de The Hill Fights qui eurent lieu en avril 1967. 
Réunis, ce qui restait des trois pelotons, retourna à Phu Bai pour attendre l'arrivée de la 3e FORECON. Ayant été amenée à l'état de préparation opérationnelle, la 3e FORECON a été réunie le 27 mai 1966, juste à temps pour que l'offensive de l'Armée populaire du Vietnam (PAVN) s'empare de la province de Quang Tri. L'élément logistique arrive à la «rampe» de la base de combat de Đông Hà juste à temps pour les bombardements du début de l'attaque PAVN, bombardements qui se poursuivront quotidiennement jusqu'à la fin de l'automne. 
L'élément opérationnel a subi une attaque au mortier à Phu Bai en même temps, causant plusieurs blessures par éclats, dont un seul a dû être évacué. Les nouveaux arrivants ont été intégrés avec des vétérans du combat et les dix-huit équipes ont effectué une reconnaissance de zone dans la vallée de CoBi-Than Tan au nord-ouest de Huế avant de se déplacer vers Đông Hà. 
À son arrivée à Đông Hà début mai, le commandant a pris le commandement du 3e bataillon de reconnaissance, qui avait la responsabilité de la reconnaissance de toute la province de Quang Tri à l'exception de la zone tactique d'opérations de Khe Sanh. La 3e FORECON a patrouillé la zone au nord de la route 9 jusqu'à la zone vietnamienne démilitarisée (DMZ), tandis qu'une compagnie de reconnaissance du 3e bataillon de reconnaissance s'occupait du sud de la route 9 jusqu'à la frontière provinciale de Thừa Thiên. Des circonstances occasionnelles ont provoqué des écarts par rapport à ce concept, mais, pour la plupart, ces écarts étaient rares. La 3e FORECON a poursuivi cet engagement opérationnel jusqu'à ce que la 3e Division maritime quitte le pays en novembre 1969. 
La 3e FORECON a été placé sous le commandement de la III Marine Amphibious Force (III MAF) et a opéré en soutien général du III MAF jusqu'à sa désactivation à la mi-1970. 

## Anciens membres notables
- Steven Palazzo, servi pendant l'opération Desert Storm
- Terrence C. Graves, médaille d'honneur posthume